# Střední paleolit
Střední paleolit je období cca 250 000 – 40 000 let př. n. l. Na počátku středního paleolitu ještě dožíval archaický člověk rozumný (Homo sapiens). V Africe na něho přímo navázal moderní člověk rozumný, který se objevil v letech 170 000/135 000 př. n. l. Pozůstatky archaického člověka rozumného byly nalezeny po celém Starém světě a poprvé také na Předním východě. Tento archaický člověk je zastoupen např. člověkem steinheimským (Homo steiheimensis, 300 000/150 000 př. n. l.) a člověkem neandertálským (Homo neanderthalensis) v Evropě nebo člověkem palestinským (Homo palestinus) na Předním východě.

## Člověk neandertálský
Člověk neandertálský se vyvinul cca 230 000 př. n. l. přímo z archaického člověka rozumného. Byl přizpůsoben chladnému tundrovému klimatu Eurasie, který zde panoval během risského glaciálu (280 000/120 000 př. n. l.). Tento druh člověka byl pojmenován podle německého naleziště Neanderthal.
Stal se nositelem kultury moustérien (od cca 230 000 př. n. l.), pojmenované podle francouzského naleziště Le Moustier v Dordogni. Vedle pěstních klínů byly typické kamenné ústěpy štípané z předem připravených jader. Vedle mousteriénu existovaly i další úštěpové kultury: clactonien, levalloisien a tayacien.
Nálezy v této době jsou četnější. Nejrychlejší vývoj probíhal ve Středomoří, kde byly vyráběny dokonalejší kamenné nástroje, hrubé i jemné, jako škrabadla, drasadla, hroty a rydla. Ostří bylo upravováno jemným odštěpováním, označovaným jako retušování. Vyráběny byly nástroje k lovu, porcování masa, čištění kůží a k opracovávání dřeva, parohu a kosti. Poznatky o způsobu použití těchto nástrojů přináší vědní disciplína zvaná traseologie, která se zabývá sledováním opotřebení ostří pod mikroskopem.

## Moderní člověk rozumný
Nejstarší pozůstatky moderního člověka rozumného pocházejí z cca 195 000 př. n. l. z etiopské lokality Omo.
Soupeří spolu dvě teorie vzniku moderního člověka:
- vznik vývojem z regionálních osídlení člověkem vzpřímeným, např. v Africe z člověka vzpřímeného přes archaického člověka rozumného, v Evropě přes archaického člověka rozumného a neandertálce. Odpůrci této teorie poukazují na nepravděpodobnost souběžného shodného vývoje na různých místech nezávisle na sobě. Chybí také fosilní důkazy
- model společného původu („out of Africa“): všichni moderní lidé pocházejí ze společných afrických předků (podle DNA pravděpodobně před více než 300 000 lety).[1] Rozšířili se stěhováním Eurasií, což je doloženo fosiliemi a dalšími archeologickými nálezy. Pouze v Africe byly doloženy přechodné formy mezi archaickým a moderním člověkem.

Moderní člověk měl rozvinutější řečové schopnosti než člověk archaický. Je to jediný druh člověka, který přežil do našich dnů, alespoň pokud je známo a pokud pomineme teorie o přežívající jiných lidských druzích (yetti, blackfoot aj.).
Moderní člověk vynikal různorodostí opracování kamene. Používal hlavně drobné úštěpy – drobnotvarou industrii. V této době vzniklo i umění a primitivní náboženství. Dochovaly se náznaky rituálního pohřbívání.
Do konce středního paleolitu se moderní člověk rozšířil z Afriky do většiny Asie a do Austrálie (Osídlování Země).